# Mustafa Al sayid Issa
Mustafa Al-Sayed Issa, född den 1 januari 1987, var ordförande för Sveriges Unga Muslimer 2014 framtill som längst 2016.
Mustafa al-Sayed Issa är son till Tarif al-Sayeed Issa, sedan 1970-talet medlem i det Muslimska brödraskapet och senare svensk medborgare som anslöt sig till Jabhat al-Nusra som främlingskrigare i Syriska inbördeskriget.

## Opinionsbildande verksamhet
I samband med att en islamkritisk film och Muhammedkarikatyrerna visades år 2012 debatterade Issa mot Erik Helmerson, ledarskribent på Dagens Nyheter. Helmerson hänvisade till yttrandefriheten, medan Issa ansåg att yttrandefrihet inte får bli en arena för att reproducera vad han anser är rasistiska nidbilder om muslimer.
Issa stödde Omar Mustafa i kontroversen kring valet av honom till den socialdemokratiska partistyrelsen. Han ifrågasatte anklagelserna mot Omar Mustafa och ansåg att muslimer måste göra ett val mellan sitt engagemang i det muslimska civilsamhället och det politiska engagemanget. 
Den före detta socialdemokratiska riksdagsmannen och ordföranden i Socialdemokratiska kvinnorförbundet Nalin Pekgul hävdade att representanter från Sveriges unga muslimer hade deltagit på hennes möten i Tensta och stört samtalen. Detta ifrågasattes av Issa.
Issa anser att alkoholfrågan är en svår utmaning när för den som är på en arbetsplats eller i skolmiljö. Man vill vara med i gemenskapen, men inte när det dricks alkohol.